# Biskupie Konińskie
Biskupie Konińskie – dawny wąskotorowy przystanek kolejowy w Różnowie, w woj. wielkopolskim, w Polsce. Przystanek znajdował się w przy obecnej drodze wojewódzkiej nr 263, około kilometra na południe od Biskupia. Na zachód od przystanku znajdował się rozjazd linii prowadzący do miejscowego PGR'u. W latach 1912–1985 przystanek miał bezpośrednie połączenie ze stacją Cegielnia, a od 1985 roku, po likwidacji części linii Jabłonka Słupecka – Wilczyn przez KWB Konin, Biskupie uzyskało bezpośrednie połączenie ze Złotkowem i Anastazewem.